# Iglesia de San Miguel Arcángel (Kaunas)
La Iglesia de San Miguel Arcángel (en lituano: Kauno Šv. arkangelo Mykolo "Įgulos" bažnyčia) es una iglesia católica en la ciudad de Kaunas, Lituania, que cierra la perspectiva de la Alėja Laisvės, la calle peatonal principal. Fue construida entre 1891 y 1895 cuando Kaunas era parte del imperio ruso, en estilo neo-bizantino en gran parte para el uso de la guarnición rusa ortodoxa de la fortaleza de Kaunas.
Durante la ocupación soviética, fue utilizada como galería de arte. Hoy en día sirve como una iglesia católica. El otro nombre popular de la iglesia es el de Soboras.

## Galería

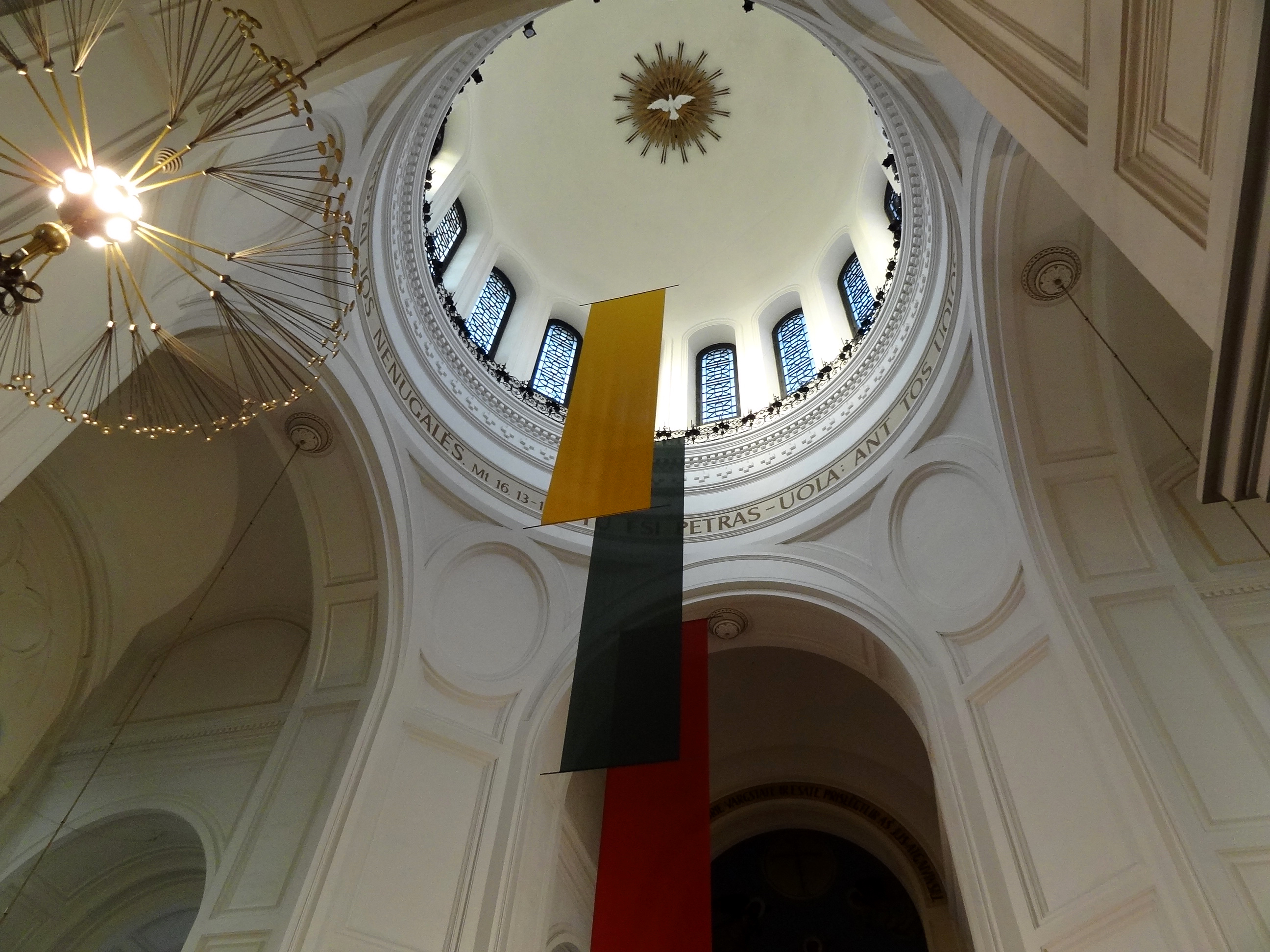
La cúpula desde el interior y la bandera lituana se dividen en tres banderas separadas de un solo color.
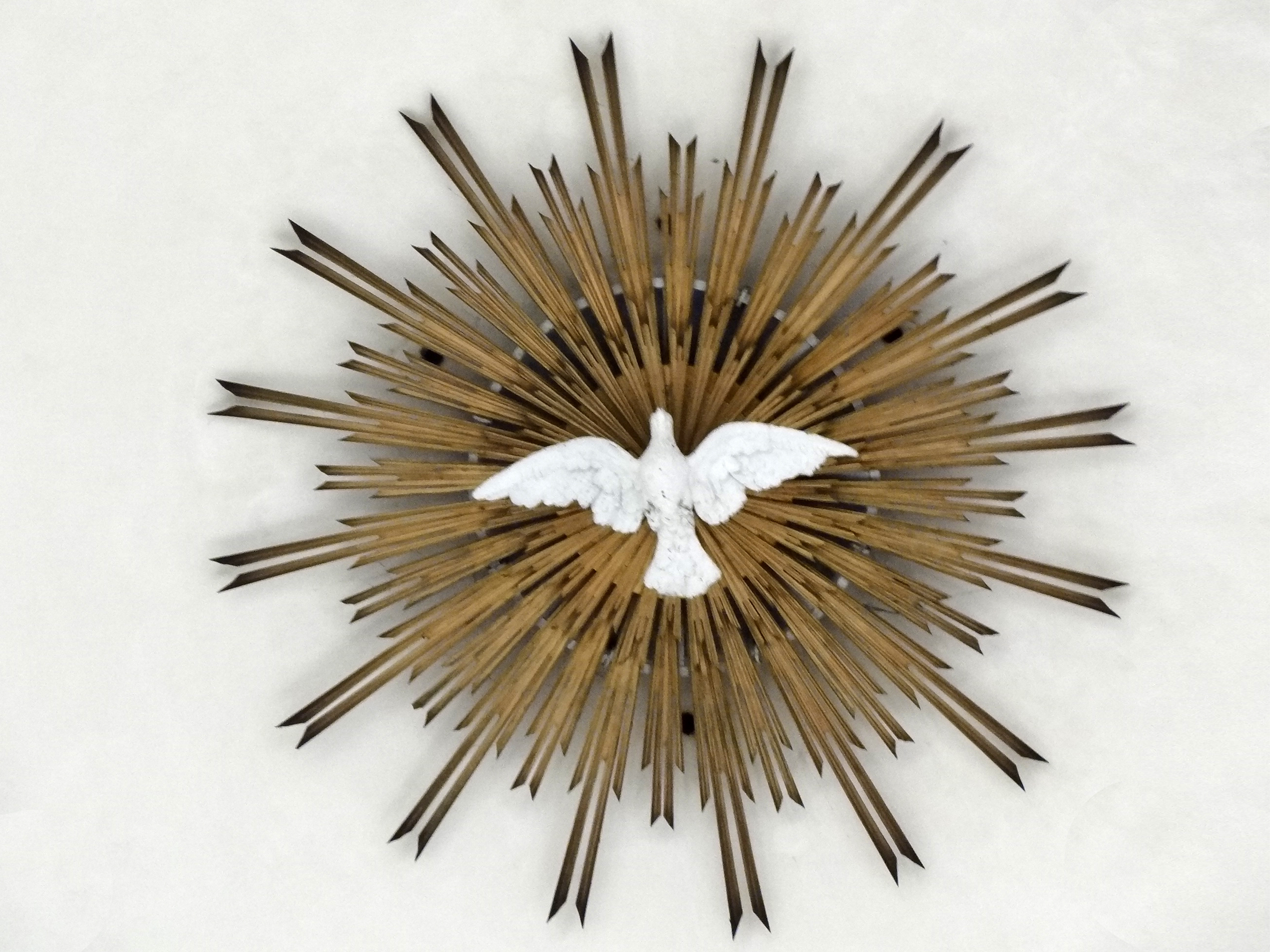
La clave con la paloma del Espíritu Santo y los rayos de Jesús
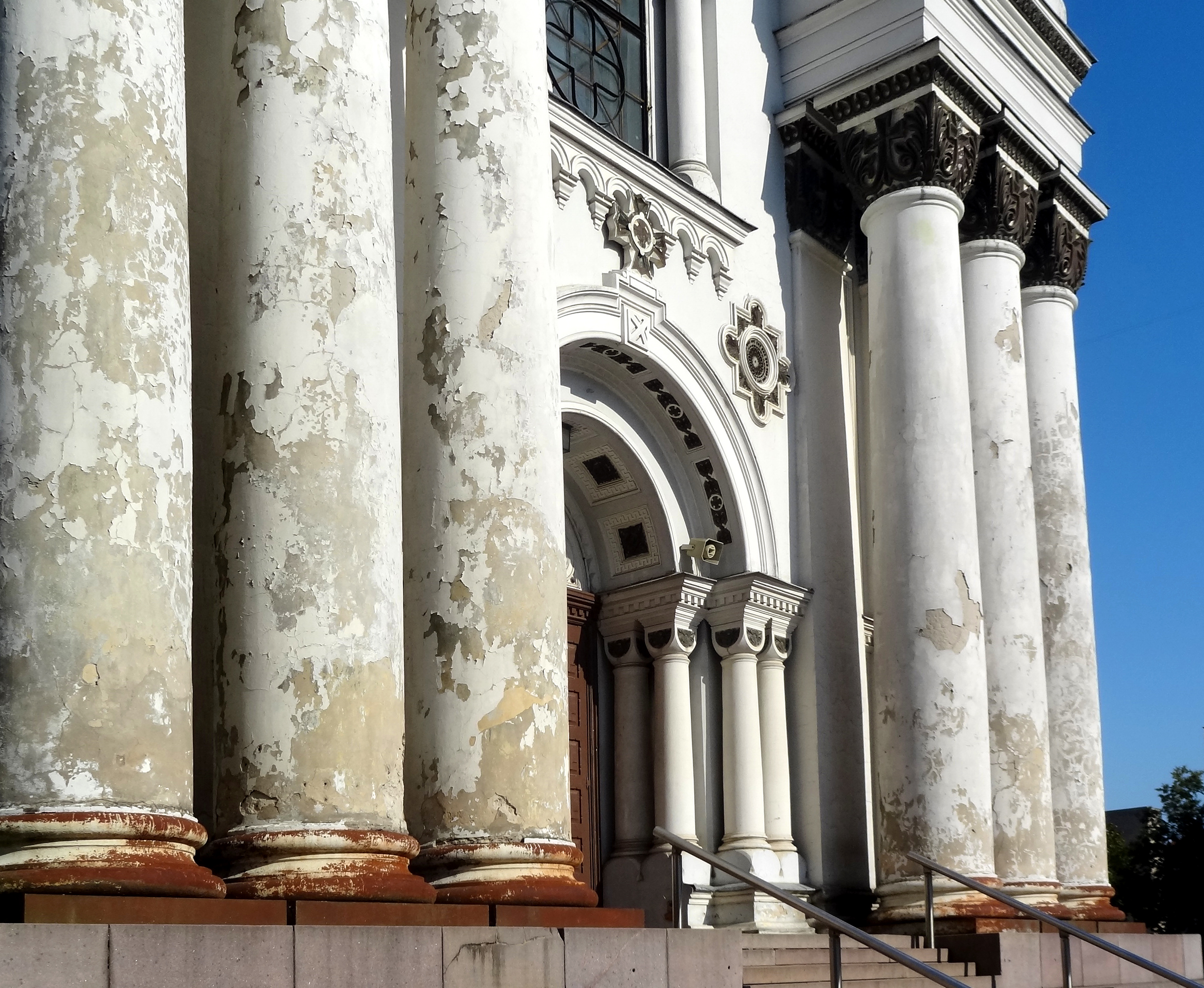
Columnas de fachada y pintura descascarada
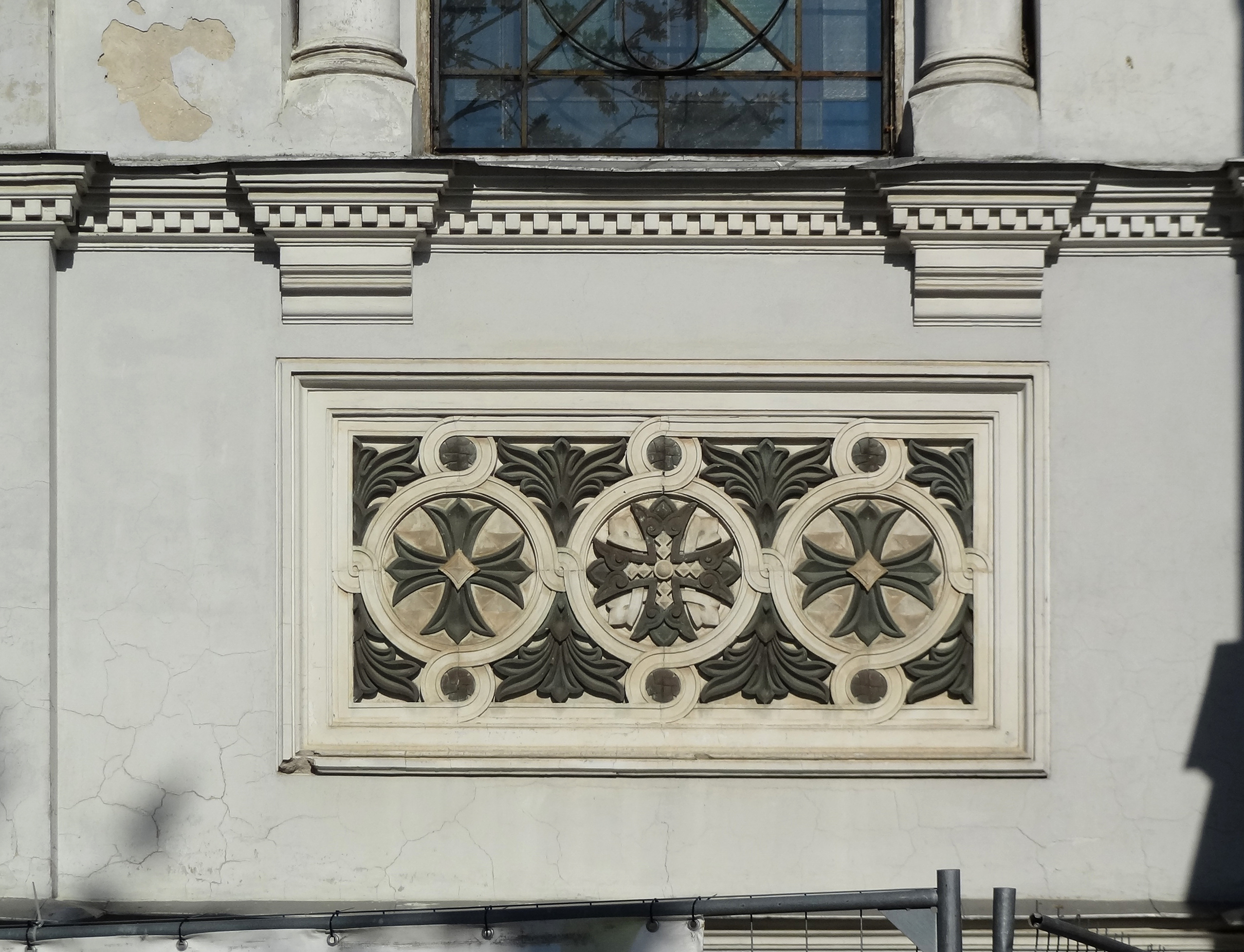
Bajorrelieve en la façade